# Malkomes
Malkomes ist ein Ortsteil der Gemeinde Schenklengsfeld im osthessischen Landkreis Hersfeld-Rotenburg.

## Geographie
Der Ort liegt nordwestlich des Hauptortes Schenklengsfeld. Durch Malkomes fließt die Solz, die in Bad Hersfeld in die Fulda mündet. Die nächstgrößere Stadt ist Bad Hersfeld, circa neun Kilometer entfernt. Einen Kilometer vor Malkomes zweigt von der Bundesstraße 62 die Landesstraße 3171 ab. Sie durchquert den Ort und erreicht nach fünf Kilometern Schenklengsfeld.

## Geschichte

### Ortsgeschichte
Malkomes wurde am 2. Januar 1340 als zur Propstei Petersberg gehörend unter dem Ortsnamen Malkandis erstmals schriftlich erwähnt. Dieser Name wandelte sich in den folgenden Jahrhunderten in schriftlichen Zeugnissen mehrfach, über Malkes, Malckmus und zum Alckmas. Im Jahre 1585 hieß der Ort Malkemes und gehörte zur Pfarrei Schenklengsfeld. Die Einheimischen nennen ihn in ihrer Mundart Maalkemes. Die Betonung liegt auf der ersten Silbe. Das „o“ wurde erst nach 1826 in den Namen eingefügt.
Zum 31. Dezember 1971 wurde die bis dahin selbständige Gemeinde Malkomes im Zuge der Gebietsreform in Hessen auf freiwilliger Basis in die Gemeinde Schenklengsfeld eingemeindet.
Für Malkomes wurde, wie für alle bei der Gebietsreform eingegliederten Gemeinden sowie für die Kerngemeinde mit Lampertsfeld, ein Ortsbezirk mit Ortsbeirat und Ortsvorsteher nach der Hessischen Gemeindeordnung gebildet.

### Verwaltungsgeschichte im Überblick
Die folgende Liste zeigt die Staaten und Verwaltungseinheiten, denen Malkomes angehört(e):
- vor 1648: Heiliges Römisches Reich, Fürstentum Hersfeld, Amt Landeck
- 1648–1806: Heiliges Römisches Reich, Landgrafschaft Hessen-Kassel, Fürstentum Hersfeld, Amt Landeck
- 1807–1813: Königreich Westphalen, Departement der Werra, Distrikt Hersfeld, Kanton Landeck
- ab 1815: Kurfürstentum Hessen, Fürstentum Hersfeld, Amt Landeck[7]
- ab 1821/22: Kurfürstentum Hessen, Provinz Fulda, Kreis Hersfeld[8][Anm. 2]
- ab 1848: Kurfürstentum Hessen, Bezirk Hersfeld
- ab 1851: Kurfürstentum Hessen, Provinz Fulda, Kreis Hersfeld
- ab 1867: Königreich Preußen, Provinz Hessen-Nassau, Regierungsbezirk Kassel, Kreis Hersfeld
- ab 1871: Deutsches Reich, Königreich Preußen, Provinz Hessen-Nassau, Regierungsbezirk Kassel, Kreis Hersfeld
- ab 1918: Deutsches Reich, Freistaat Preußen, Provinz Hessen-Nassau, Regierungsbezirk Kassel, Kreis Hersfeld
- ab 1944: Deutsches Reich, Freistaat Preußen, Provinz Kurhessen, Landkreis Hersfeld
- ab 1945: Amerikanische Besatzungszone, Groß-Hessen, Regierungsbezirk Kassel, Landkreis Hersfeld
- ab 1946: Amerikanische Besatzungszone, Land Hessen, Regierungsbezirk Kassel, Landkreis Hersfeld
- ab 1949: Bundesrepublik Deutschland, Land Hessen, Regierungsbezirk Kassel, Landkreis Hersfeld
- ab 1972: Bundesrepublik Deutschland, Land Hessen, Regierungsbezirk Kassel, Landkreis Hersfeld-Rotenburg, Gemeinde Schenklengsfeld[Anm. 3]

## Bevölkerung

### Einwohnerstruktur 2011
Nach den Erhebungen des Zensus 2011 lebten am Stichtag dem 9. Mai 2011 in Malkomes 231 Einwohner. Darunter waren 3 (1,3 %) Ausländer.
Nach dem Lebensalter waren 33 Einwohner unter 18 Jahren, 81 zwischen 18 und 49, 60 zwischen 50 und 64 und 54 Einwohner waren älter. Die Einwohner lebten in 105 Haushalten. Davon waren 24 Singlehaushalte, 36 Paare ohne Kinder und 33 Paare mit Kindern, sowie 12 Alleinerziehende und keine Wohngemeinschaften. In 21 Haushalten lebten ausschließlich Senioren und in 69 Haushaltungen lebten keine Senioren.

### Einwohnerentwicklung
| Malkomes: Einwohnerzahlen von 1834 bis 2019 | Malkomes: Einwohnerzahlen von 1834 bis 2019 | Malkomes: Einwohnerzahlen von 1834 bis 2019 | Malkomes: Einwohnerzahlen von 1834 bis 2019 | Malkomes: Einwohnerzahlen von 1834 bis 2019 |
| --- | ------------------------------------------- | ------------------------------------------- | ------------------------------------------- | ------------------------------------------- |
| Jahr |                                             |                                             |                                             | Einwohner                                   |
| 1834 | 1834                                        |                                             | 164                                         | 164                                         |
| 1840 | 1840                                        |                                             | 176                                         | 176                                         |
| 1846 | 1846                                        |                                             | 208                                         | 208                                         |
| 1852 | 1852                                        |                                             | 214                                         | 214                                         |
| 1858 | 1858                                        |                                             | 221                                         | 221                                         |
| 1864 | 1864                                        |                                             | 214                                         | 214                                         |
| 1871 | 1871                                        |                                             | 208                                         | 208                                         |
| 1875 | 1875                                        |                                             | 213                                         | 213                                         |
| 1885 | 1885                                        |                                             | 202                                         | 202                                         |
| 1895 | 1895                                        |                                             | 179                                         | 179                                         |
| 1905 | 1905                                        |                                             | 189                                         | 189                                         |
| 1910 | 1910                                        |                                             | 194                                         | 194                                         |
| 1925 | 1925                                        |                                             | 242                                         | 242                                         |
| 1939 | 1939                                        |                                             | 235                                         | 235                                         |
| 1946 | 1946                                        |                                             | 281                                         | 281                                         |
| 1950 | 1950                                        |                                             | 291                                         | 291                                         |
| 1956 | 1956                                        |                                             | 271                                         | 271                                         |
| 1961 | 1961                                        |                                             | 260                                         | 260                                         |
| 1967 | 1967                                        |                                             | 263                                         | 263                                         |
| 1970 | 1970                                        |                                             | 258                                         | 258                                         |
| 1980 | 1980                                        |                                             | ?                                           | ?                                           |
| 1990 | 1990                                        |                                             | ?                                           | ?                                           |
| 2000 | 2000                                        |                                             | ?                                           | ?                                           |
| 2011 | 2011                                        |                                             | 231                                         | 231                                         |
| 2019 | 2019                                        |                                             | 220                                         | 220                                         |
| Datenquelle: Historisches Gemeindeverzeichnis für Hessen: Die Bevölkerung der Gemeinden 1834 bis 1967. Wiesbaden: Hessisches Statistisches Landesamt, 1968. Weitere Quellen: LAGIS; Gemeinde Schenklengsfeld; Zensus 2011 |                                             |                                             |                                             |                                             |

### Historische Religionszugehörigkeit
| • 1885: | 202 evangelische (= 100 %) Einwohner                              |
| • 1961: | 237 evangelische (= 91,15 %), 16 katholische (= 6,15 %) Einwohner |

## Politik
Für den Ortsteil Malkomes besteht ein Ortsbezirk (Gebiete der ehemaligen Gemeinde Malkomes) mit Ortsbeirat und Ortsvorsteher nach der Hessischen Gemeindeordnung. Der Ortsbeirat besteht aus fünf Mitgliedern. Bei Kommunalwahlen in Hessen 2021 lag die Wahlbeteiligung zum Ortsbeirat bei 67,21 %. Alle Kandidaten gehören der „Gemeinschaftsliste“ an. Der Ortsbeirat wählte Uwe Eidam zum Ortsvorsteher.

## Kulturdenkmäler
Für die unter Denkmalschutz stehenden Kulturdenkmale des Ortes siehe die Liste der Kulturdenkmäler in Malkomes.

### Kapelle

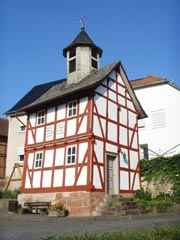
Die kleine Kapelle von 1734

Die kleine Fachwerk-Kapelle wurde im Jahre 1734 erbaut und hat einen Grundriss von 5 mal 4,3 Metern. Sie wurde letztmals im Jahre 2012 komplett renoviert.
In zwei Gefachen auf der Vorderseite steht folgende Inschrift:
„Herabgeholt im Weltkriegssturm, tönt neu die Glocke von dem Turm!“

„Kommt alle! ruft der Glocke Ton. Lobpreiset Gott auf seinem Thron!“

## Infrastruktur

### Öffentliche Einrichtungen
Im Ort gibt es ein Dorfgemeinschaftshaus. Im Anbau befindet sich die Unterkunft der Freiwilligen Feuerwehr Malkomes/Schenksolz und Dinkelrode. Der öffentliche Personennahverkehr erfolgt durch die ÜWAG Bus GmbH mit der Linie 340.

### Solztalradweg
Auf der ehemaligen Bahntrasse der Hersfelder Kreisbahn verläuft der von Bad Hersfeld kommende Solztalradweg bis nach Schenklengsfeld. Nach der Einstellung des Schienenverkehrs am 31. Dezember 1993 verwilderte die stillgelegte Trasse recht schnell. Im Sommer 1999 wurden die Gleise zwischen Bad Hersfeld und Schenklengsfeld abgebaut. Von Schenksolz bis nach Lampertsfeld baute die Gemeinde Schenklengsfeld provisorisch ein Teilstück mit Kalkschotter aus. Im Jahr 2003 asphaltierte man die Trasse. Am 4. Oktober 2003 wurde der Solztalradweg in Schenksolz feierlich eingeweiht. Ein circa 1100 Meter langes Teilstück vor Malkomes bis zur Solzbrücke im Ort wurde erst im Sommer 2008 fertiggestellt. Fast fünf Jahre musste man dieses über einen Wirtschaftsweg umfahren. Nun ist der Solztalradweg vom Bad Hersfelder Bahnhof durchgängig bis nach Schenklengsfeld asphaltiert. Da es eine ehemalige Bahntrasse war, ist die Steigung der gesamten Strecke in Richtung Schenklengsfeld sehr gering.
Nicht nur bei Radfahrern, Inlineskatern und Skateboardfahrern ist er sehr beliebt, sondern auch bei Joggern und Spaziergängern. Sie alle können die herrliche Natur des Solztals genießen. Die genutzte ehemalige Bahntrasse hat eine Länge von circa 15 Kilometern. Zwischen Bad Hersfeld und Schenklengsfeld gibt es Raststationen in Gut Oberrode, Sorga, Malkomes, Schenksolz und Lampertsfeld.
Inzwischen ist der Solztalradweg Teil des Bahnradwegs Hessen. Dieser führt von Hanau auf ehemaligen Bahntrassen circa 250 Kilometer durch den Vogelsberg und die Rhön und endet in Bad Hersfeld.